# EIMOS
EIMOS es un sistema de mortero integrado montado en un camión diseñado y fabricado por la empresa de defensa española EXPAL Systems. Está desarrollado para soportar los requisitos actuales y futuros de las fuerzas terrestres. El sistema de armas proporciona capacidades de alta potencia de fuego y fiabilidad durante las misiones de combate, y también ofrece una protección mejorada para la tripulación.

## Armamento del sistema de armas EIMOS
El sistema de armas EIMOS presenta un mortero estándar de largo alcance de 81 mm o un mortero de 60 mm, que se pueden intercambiar en tres minutos. El mortero de 81 mm pesa 40 kg y puede disparar a una velocidad de 25 disparos por minuto hasta un alcance de 6,9 km. El mortero de 60 mm pesa 18.85 kg y dispara a una velocidad de 35 disparos por minuto hasta un rango de 4.9 km.
El sistema de mortero se puede girar 360 ° en sentido transversal, 4 ° en elevación y 4 ° en ángulos de desviación para apuntar con precisión.
El sistema de armas incorpora motores eléctricos con una potencia de salida de hasta 2kW y un ciclo de trabajo de menos del 10%. También está equipado con un sistema de retroceso hidráulico, con un retroceso máximo de 30 mm, para aumentar la precisión y la potencia de fuego. El sistema de absorción de retroceso minimiza más del 90% las fuerzas transmitidas desde el mortero al vehículo.

## Sistema de información de soporte de fuego TECHFIRE
El sistema de mortero EIMOS está integrado con el sistema de información de soporte de fuego TECHFIRE (tecnología de potencia de fuego) para automatizar la precisión en los datos de disparo y las correcciones balísticas. También acelera las tareas de fuego directo o indirecto para disminuir el consumo de municiones y los daños colaterales.
El sistema TECHFIRE permite al operador monitorear los datos del proceso de control de incendios utilizando su pantalla fácil de usar. Está equipado con una interfaz visual SIG para ayudar en la toma de decisiones.